# مات ريم
مات ريم (بالإنجليزية: Matt Reem)‏ هو لاعب كرة قدم أمريكية أمريكي، ولد في 23 ديسمبر 1972 في راسين في الولايات المتحدة.